# Pantan Lah
Pantan Lah is een bestuurslaag in het regentschap Bener Meriah van de provincie Atjeh, Indonesië. Pantan Lah telt 123 inwoners (volkstelling 2010).